# Herman Oldekop
Herman Oldekop, född i Hildesheim, Hannover, död 16 maj 1713, var en svensk militär.

## Biografi
Herman Oldekop föddes i Hildesheim i Hannover. Han blev 1655 soldat vid överste Dürings regemente i svensk tjänst och 1657 korpral. Oldekop blev 1657 sergeant och 1658 fänrik vid överste Wemans regemente. Han blev 1660 kornett vid överste Ichtens regemente i lüneburgsk tjänst och senare ryttmästare. Oldekop återgick till svensk tjänst såsom regementskvartermästare vid Salpetersjuderiregementet 1674, kapten 19 juni 1675 och major 1678. Han adlades 4 januari 1681 till Oldekop och introducerades i Sveriges Riddarhus 1692 som nummer 990. Oldekop tog senare avsked och avled 1713. Han begravdes 22 maj samma år i Säby kyrka.

### Familj
Oldekop gifte sig med Maria Elisabet Patkull, dotter till översten patrik Patkull i Östgöta kavalleriregemente och Ester Silfversparre. De fick tillsammans barnen löjtnanten Patrik Justus Oldekop (död 1712) i Östgöta infanteriregemente, Ester Catharina Oldekop (1682–1736), löjtnanten Reinhold Fredrik Oldekop (död 1709) i Östgöta infanteriregemente, Herman Fredrik Oldekop (1684–1684), Beata Christina Oldekop (1686–1686), korpralen Carl Gustaf Oldekop (död 1730) vid Smålands kavalleriregemente, Christina Maria Oldekop (1691–1692) och Beata Christina Oldekop (född 1693).